# Euwintonius continentalis
Euwintonius continentalis – gatunek kosarza z podrzędu Laniatores i rodziny Assamiidae.

## Występowanie
Gatunek występuje w Australii.